# Molakalmuru
Molakalmuru (en canarés: ಮೊಳಕಾಲ್ಮೂರು ) es una ciudad de la India en el distrito de Chitradurga, estado de Karnataka.

## Geografía
Se encuentra a una altitud de 619 m s. n. m. a 258 km de la capital estatal, Bangalore, en la zona horaria UTC +5:30.

## Demografía
Según estimación 2011 contaba con una población de 21033 habitantes.